# 660-ті
Раннє Середньовіччя. Триває чума Юстиніана. У Східній Римській імперії завершилося правління василевса Константа II, розпочалося правління Костянтина IV. Омеядському халіфату належать Аравійський півострів, Сирія, Вірменія, Персія, Єгипет, частина Північної Африки. Невелика частина Італії належить Візантії, на решті лежить Лангобардське королівство. Франкським королівством правлять королі з династії Меровінгів. Іберію займає Вестготське королівство. В Англії триває період гептархії. Авари та слов'яни утвердилися на Балканах. Центр Аварського каганату лежить у Паннонії. Існує слов'янське князівство Карантанія.
У Китаї триває правління династії Тан. Індія роздроблена. В Японії триває період Ямато. Імперія Сассанідів припинила існування. Хазарський каганат підкорив собі Велику Булгарію.
На території лісостепової України в VII столітті виділяють пеньківську й празьку археологічні культури. У VII столітті тривало швидке розселення слов'ян. У Північному Причорномор'ї співіснують різні кочові племена, зокрема булгари, хозари, алани, авари, тюрки.

## Події
- У Візантійській імперії після смерті василевса Константа II розпочав своє правління його син Костянтин IV. Плани Константа II відвоювати в лангобардів Італію зазнали невдачу, і центр політичного життя Візантії знову повернувся до Константинополя.
- Перша громадянська війна в серед арабів-мусульман завершилася з убивством Алі ібн Абу Таліба. Муавія залишився єдиним халіфом і започаткував династію Омеядів.
- Араби й далі відвойовували у Візантії землі в Північній Африці.
- Держава Сілла у союзі з китайцями підкорила собі дві інші корейські держави Пекче і Когурьо.
- Після підкорення хозарами Великої Булгарії, булгари розділилися на кілька потоків, що мігрували на Балканський півострів, на Кавказ і в Крим, а також на північ на Волгу.
- Понтифікат Папи Віталія;